# Slovensko ljudsko gledališče Celje
Slovensko ljudsko gledališče Celje (kratica: SLG Celje; znano tudi kot: Gledališče Celje) je slovensko dramsko gledališče s sedežem na Gledališkem trgu 5 v Celju. Gledališče so ustanovili 6. decembra 1950, prvo premiero pa je doživelo 17. marca naslednje leto - Operacijo Mire Mihelič. Zdaj letno pripravijo okrog pet novih produkcij za odrasle in eno mladinsko, predstave pa si ogleda približno 45.000 obiskovalcev na leto. Gledališče je znano tudi po vsakoletnem festivalu Dnevi komedije, enem najvidnejših festivalov tega žanra v Sloveniji.
Gledališko poslopje ima dve dvorani - Veliko dvorano in Mali oder. Ob njem stoji severozahodni obrambni stolp nekdanjega mestnega obzidja Celja, prav tako del gledališča.

## Zgodovina
Prednik sedanje ustanove je Družba slovenskih gledaliških diletantov, ki jo je leta 1848 ustanovil Janez Krstnik Jeretin. Ob odprtju odseka južne železnice med Celjem in Ljubljano je priredilo uprizoritev Linhartove Županove Micke. Pod vodstvom Josipa Drobniča, ki je tudi režiral nekaj iger in naslednje leto pripravil dve uprizoritvi v slovenščini, je v povezavi z njim nastala prva dramska šola na Štajerskem. Konec 19. stoletja se je dramska aktivnost preselila v novozgrajeni Narodni dom, vodil jo je organizator Vladimir Ravnihar, po njem pa Rafael Salmič.
Salmič je leta 1911 ustanovil dramatično društvo, ki je s presledki delovalo do leta 1936, po drugi svetovni vojni pa je bila gledališka dejavnost organizirana v sklopu ljudske prosvetne dejavnosti. Konec leta 1950 je bil naposled ustanovljen profesionalni ansambel pod imenom Mestno gledališče Celje, za kar je imel veliko zaslug Fedor Gradišnik. Kmalu je bil preimenovan v Ljudsko gledališče Celje in se leta 1953 preselil v prenovljeno lastno stavbo na zdajšnjem Gledališkem trgu. Takratni umetniški vodja Lojze Filipič je pripomogel k uveljavitvi gledališča v širšem slovenskem prostoru in organiziral prvi slovenski gledališki festival. V 1970. letih je veljalo Slovensko ljudsko gledališče Celje za eno najmočnejših gledališč v vsej nekdanji Jugoslaviji. Leta 2007 je upravnica gledališča postala Tina Kosi.
V letu 2019 je bilo gledališče deležno temeljite prenove. Leta 2022 je upravnik gledališča postal Miha Golob.

## Ansambel

### Sedanji igralci[7]
- Žan Brelih Hutanić
- David Čeh
- Maša Grošelj
- Lucija Harum
- Jagoda (Tovirac)
- Renato Jenček
- Aljoša Koltak
- Rastko Krošl
- Urban Kuntarič
- Barbara Medvešček
- Andrej Murenc
- Manca Ogorevc
- Lučka Počkaj
- Tanja Potočnik
- Tarek Rashid
- Igor Sancin
- Eva Stražar
- Mario Šelih
- Damjan Trbovc
- Lovro Zafred
- Branko Završan

### Nekdanji člani
V SLG Celje je del svoje kariere preživelo veliko igralcev, predvsem mladim je celjsko gledališče mnogokrat prvo domicilno gledališče. Med nekdanjimi ali upokojenimi igralci so Lina Akif, Ivo Ban, Ljerka Belak, Vojko Belšak, Luka Bokšan, Peter Boštjančič, Blaž Dolenc, Mojca Funkl, Liza Marija Grašič, Brane Grubar, Nina Ivanišin, Jure Ivanušič, Milada Kalezić, Minu Kjuder, Anica Kumer, Petja Labovič, Minca Lorenci, Zvezdana Mlakar, Andrej Nahtigal, Blaž Setnikar, Janez Starina, Beti Strgar, Živa Selan Zlatko Šugman, Maja Šugman, Iztok Valič, Pia Zemljič, Tjaša Železnik, Bojan Umek ...